# Villavieja-formatie
| Era        | Periode   | Tijdvak   | Tijd         | Tijd geleden (Ma) |
| ---------- | --------- | --------- | ------------ | ----------------- |
|            |           |           |              | 2,588             |
| Cenozoïcum | Neogeen   | Plioceen  | Plioceen     |                   |
| Cenozoïcum | Neogeen   | Plioceen  | Plioceen     | 5,332             |
| Cenozoïcum | Neogeen   | Mioceen   | Messinien    |                   |
| Cenozoïcum | Neogeen   | Mioceen   | Messinien    | 7,246             |
| Cenozoïcum | Neogeen   | Mioceen   | Tortonien    |                   |
| Cenozoïcum | Neogeen   | Mioceen   | 11,608       |                   |
| Cenozoïcum | Neogeen   | Mioceen   | Serravallien |                   |
| Cenozoïcum | Neogeen   | Mioceen   | 13,65        |                   |
| Cenozoïcum | Neogeen   | Mioceen   | Langhien     |                   |
| Cenozoïcum | Neogeen   | Mioceen   | 15,97        |                   |
| Cenozoïcum | Neogeen   | Mioceen   | Burdigalien  |                   |
| Cenozoïcum | Neogeen   | Mioceen   | 20,43        |                   |
| Cenozoïcum | Neogeen   | Mioceen   | Aquitanien   |                   |
| Cenozoïcum | Neogeen   | Mioceen   | 23,03        |                   |
| Cenozoïcum | Paleogeen | Oligoceen | Oligoceen    |                   |
| Cenozoïcum | Paleogeen | Oligoceen | Oligoceen    | 33,9              |

|                                                        |  |
| Gemeente Villavieja in Huila waar de formatie dagzoomt |  |

|       |        |
| 20 Ma | Recent |

|                                                              |                         |
| Voorstelling van het tropische rivierengebied in het Mioceen | Tatacoawoestijn vandaag |

De Villavieja-formatie is een geologische formatie in Colombia. De formatie dagzoomt in de Tatacoawoestijn in de gemeente Villavieja, waar de formatie naar genoemd is. De gemeente ligt in het departement Huila in de Cordillera Oriental. De Villavieja-formatie is van Serravallien-ouderdom, rond de 13,8 tot 11,8 miljoen jaar (Ma) oud.

## Eigenschappen
De formatie bestaat uit fluviatiele zandstenen en maakt deel uit van de Miocene Honda-groep

## Paleogeografie
De Villavieja-formatie is afgezet in een intermontaan rivierengebied, ongeveer zoals in de benedenloop van de Magdalena waarvan de bovenloop nu door het gebied waar Villavieja ligt, stroomt. Door de tektonische opheffing van de Cordillera Oriental in het Mioceen-Holoceen ligt het gebied waar de vondsten gedaan zijn tegenwoordig veel hoger, rond de 400-800 meter boven zeeniveau. Ook de huidige weinige fauna van de tegenwoordige woestijn contrasteert met het geologisch verleden. De Villavieja-formatie is een van de rijkste vindplaatsen van Neogene fauna in Zuid-Amerika.

## Paleontologie
In september 2008 werden fossielen van Granastrotherium snorki gevonden.. In de formatie en andere leden van de Hondagroep zijn verder fossielen gevonden van:

### Villavieja-formatie -Mioceen

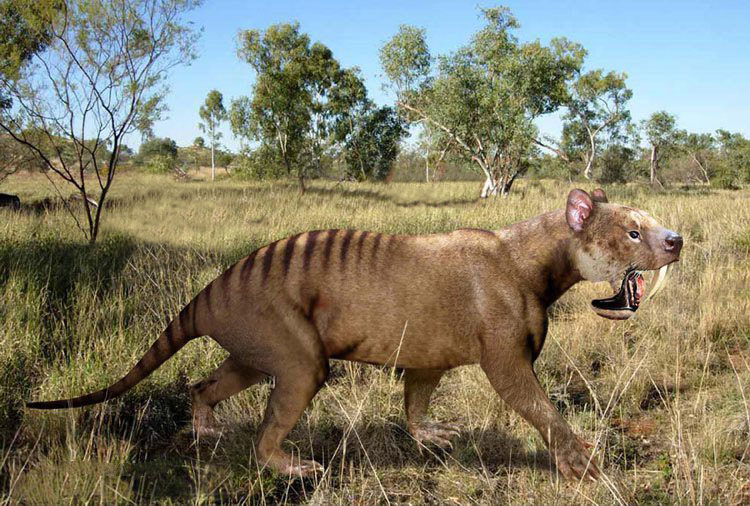
Thylacosmilus, een verwant van Anachlysictis

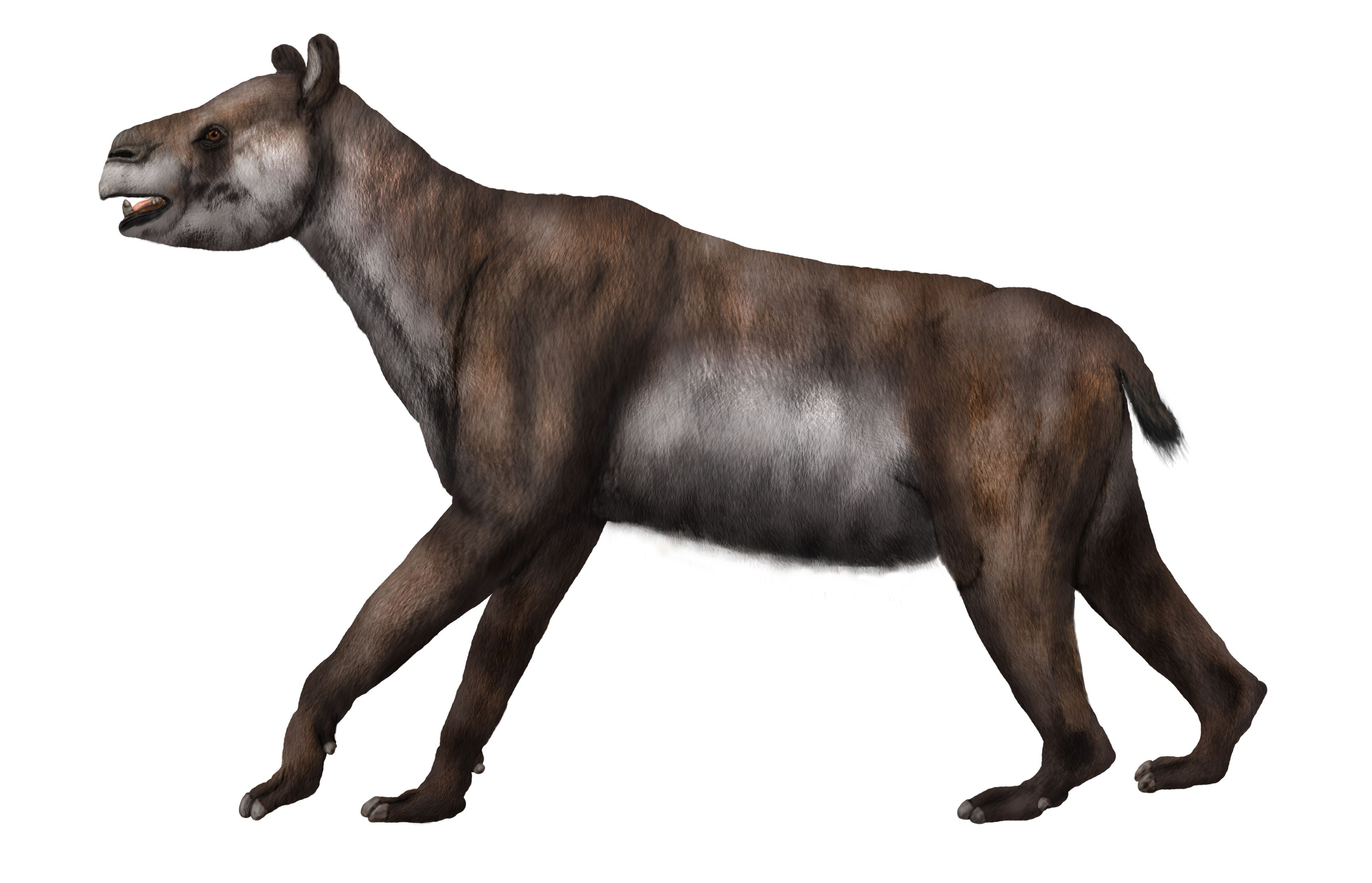
Huilatherium pluriplicatum

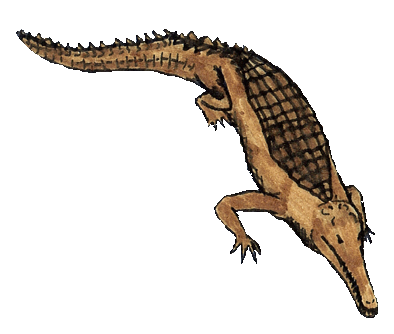
Gryposuchus colombianus

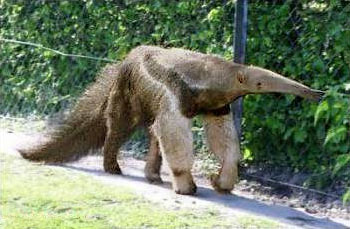
Reuzenmiereneter, een afstammeling van Neotamandua borealis

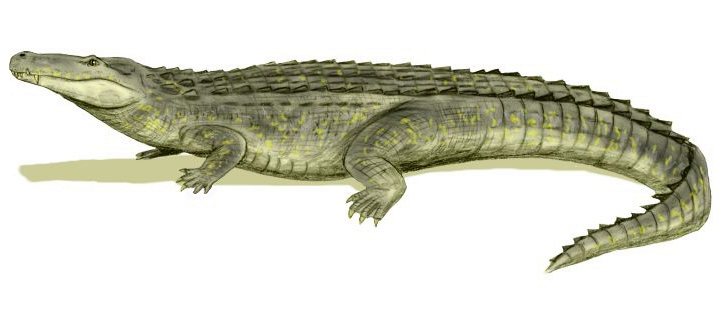
Purussaurus neivensis

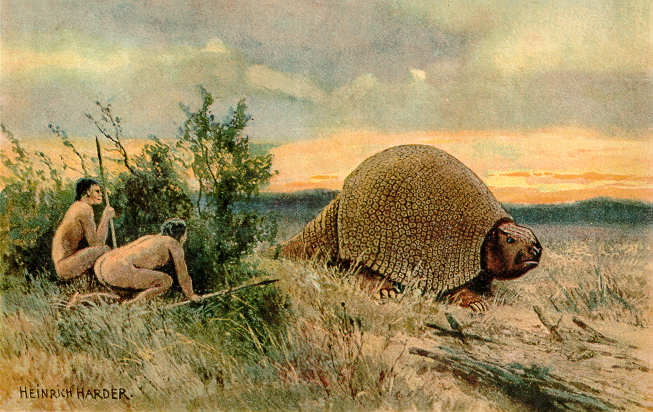
Glyptodont

- Anachlysictis
- Aramus paludigrus
- Balanerodus
- Boreostemma
- Brievabradys
- Charactosuchus
- Chelus colombiana
- Colombophis
- Dukecynus
- Eunectes stirtoni
- Gryposuchus
- Hoazinoides
- Huilatherium pluriplicatum
- Langstonia huilensis
- Megadolodus
- Miocochilius
- Mourasuchus
- Neoglyptatelus
- Neotamandua borealis
- Nuciruptor
- Patasola
- Pericotoxodon
- Podocnemis medemi
- Purussaurus neivensis
- Scirrotherium
- Stirtonia
- Xenastrapotherium kraglievichi

### Hondagroep- Langhien
- Aotus dindensis
- Granastrapotherium
- Huilabradys magdaleniensis
- Paradracaena
- Sebecosuchia

### La Victoria-formatie-Burdigalien-Langhien
- Asterostemma gigantea
- Cebupithecia sarmientoi
- Galbula hylochoreutes
- Glossotheriopsis pascuali
- Lycopsis longirostrus
- Micoureus laventicus
- Nanoastegotherium
- Neonematherium flabellatum
- Pedrolypeutes praecursor
- Pithiculites chenche
- Potamosiren magdalenensis
- Pseudoprepotherium confusum
- Villarroelia totoyoi

### Baraya-lid- Burdigalien-Langhien
- Diclidurus
- Emballonuridae
- Glossophaginae
- Hondadelphys fieldsi
- Marmosini
- Neoreomys huilensis
- Noctilio albiventris
- Notonycteris magdalenensis
- Notonycteris sucharadeus
- Pachybiotherium minor
- Palynephyllum antimaster
- Phyllostominae
- Rhodanodolichotis antepridiana
- Thylamys minutus
- Thylamys colombianus
- Thyroptera tricolor
- Thyroptera robusta
- Thyroptera lavali

### Cerro Colorado-lid- Burdigalien-Langhien
- Hondathentes cazador
- Neosaimiri annectens

### Onbekend[4]
- Anadasypus hondanus
- Caiman lutescens
- Glyptodontidae
- Prothoatherium columbianus

## Stratigrafische positie
De Villavieja-formatie is, net als de eronder gelegen fossielenrijke La Victoria-formatie, genoemd naar het 12 kilometer noordelijker gelegen gehucht La Victoria in dezelfde gemeente, onderdeel van de Honda-groep die is gelegen op de Barzaloza-formatie en wordt opgevolgd door de Neiva-formatie.